# Massacre de Schaffhouse
 (juin 2024).
Motif : L'article parle de deux massacres et on peine à voir pourquoi celui-ci mériterait davantage que l'autre de se nommer LE Massacre de Schaffhouse. La plaque parle de la persécution des juifs au Moyen Âge. L'ensemble figurerait mieux dans un article Histoire des juifs à Schaffhouse, sur le modèle de Histoire des juifs à Zurich / à Bâle, etc.

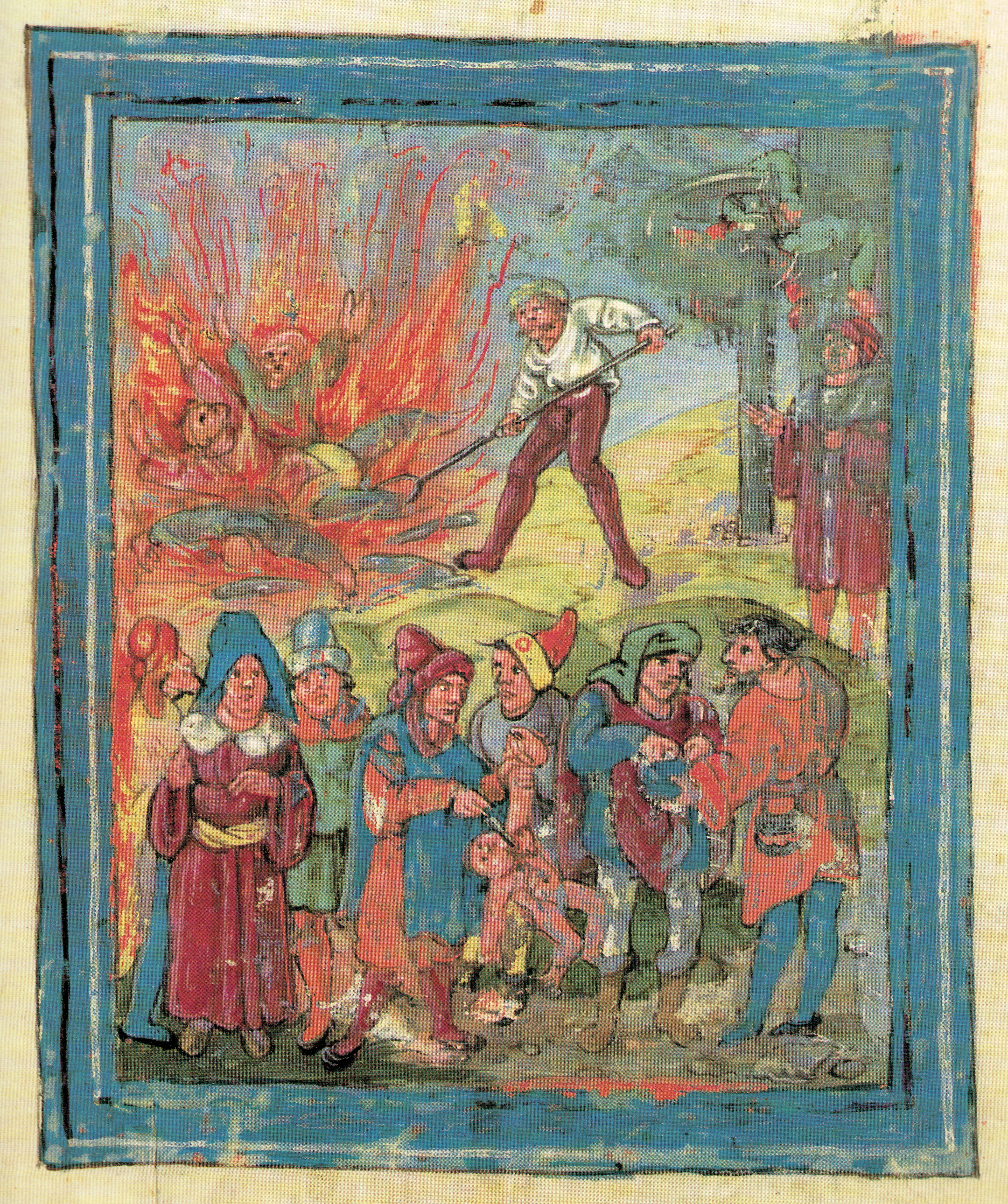
Comment les Juifs de Diessenhofen ont assassiné un pauvre garçon et ce qui leur est arrivé, 1401.

Le massacre de Schaffhouse est un épisode antisémite survenu à Schaffhouse, dans l'actuelle Suisse, en 1401. Un épisode d'antisémitisme avait déjà eu lieu à Schaffhouse 52 ans auparavant, lorsque les Juifs locaux avaient été accusés d'empoisonnement de puits et brûlés vifs le 22 février 1349. Cette fois-ci, les Juifs sont accusés du meurtre d'un garçon de quatre ans, Konrad Lori de Diessenhofen. Des « aveux » sont extorqués sous la torture, et le 25 juin 1401, ils sont exécutés par le feu.
Aujourd'hui[Quand ?], une plaque à Schaffhouse commémore les souffrances des Juifs de Schaffhouse au Moyen Âge.

## Contexte historique
Un autre incident antisémite majeur avait déjà eu lieu à Schaffhouse. Le 22 février 1349, dans le cadre des persécutions liées à la peste noire, où les Juifs étaient accusés de propager la peste bubonique en empoisonnant les puits, les Juifs de Schaffhouse sont rassemblés et brûlés vifs. Leurs maisons sont confisquées par la ville ou par les ducs autrichiens, et toutes les dettes dues aux Juifs sont déclarées réglées. Vingt ans passent, et les Juifs parviennent à s'installer de nouveau dans la ville.

## Le massacre
Trente ans après leur retour, les Juifs sont de nouveau accusés, cette fois de meurtre rituel. À l'époque de Pâques 1401, un garçon de quatre ans, Konrad Lori,, fils du conseiller municipal de Diessenhofen Hermann Lori, est brutalement assassiné à Diessenhofen,. Le probable coupable, un homme chrétien, est appréhendé alors qu'il tente de fuir. Face à une condamnation à mort quasi certaine, l'homme commence à faire des allégations infondées, affirmant qu'il a été incité par les Juifs à commettre le meurtre. Selon les rapports, il prétend avoir reçu trois florins d'un homme juif, qui aurait voulu le sang de l'enfant. La rumeur se répand rapidement dans la région de Schaffhouse, où elle devient un sujet de conversation,.
Un Juif de Schaffhouse nommé Hirt (ou Hirtz), accusé à Diessenhofen, est alors arrêté et torturé. De nombreux Juifs, comprenant ce qui se passait, tentent de s'échapper. Trois tentent de rejoindre Stein am Rhein via Feuerthalen, mais sont capturés. Le fait que les Juifs aient été pris en fuite ne fait qu'augmenter les soupçons.
Hirt finit par avouer sous la torture ce que ses tortionnaires veulent entendre. Il admet une « conspiration des Juifs dans la région du lac de Constance et en Suisse orientale ». Deux Juifs de Constance auraient été prêts à lui payer 80 florins pour obtenir du sang chrétien (environ 32 000 dollars en 2018). D'autres Juifs sont alors torturés et d'autres « aveux » obtenus, avec des Juifs « avouant » qu'ils « voulaient boire le sang chrétien ou l'utiliser pour fabriquer des teintures destinées à empoisonner le bétail et les puits de Schaffhouse ». D'autres Juifs sont attrapés et emprisonnés, et torturés pendant des semaines, y compris des femmes et des enfants. Les sources de l'époque décrivent la cruauté des tortures subies par les Juifs.
En 1401, 30 Juifs sont condamnés à mort après des tortures cruelles et brûlés le 25 juin 1401,,. Trois hommes sont si mutilés par la torture qu'ils ne peuvent marcher jusqu'au bûcher. Plusieurs sources rapportent que, lorsqu'ils arrivent au bûcher, les esprits des gravement blessés sont ravivés. Plusieurs serviteurs du conseil de Schaffhouse rapportent que les condamnés protestent leur innocence à haute voix, demandant à être épargnés et à ce qu'on « prie pour eux ». Le registre de Schaffhouse mentionne « 226 livres d'or juif » comme revenu et « une facture pour la paille nécessaire au bûcher ».
Les restes des Juifs sont mis dans une fosse et enterrés. Parallèlement, l'enfant assassiné Konrad est vénéré à Diessenhofen, où des miracles sont même censés avoir eu lieu sur sa tombe.

## Conséquences
Les Juifs sont autorisés à revenir à Schaffhouse environ vingt ans après l'événement, mais ils sont obligés de porter des bonnets rouges afin d'être reconnus comme Juifs, conformément à une décision du Conseil de Bâle. Cependant, la ville de Schaffhouse décrète également que les biens des Juifs décédés ne seraient pas transmis aux citoyens ou au conseil municipal, mais aux héritiers du défunt, afin de prévenir les persécutions des Juifs par cupidité.

## Commémoration
Une plaque commémorative est placée sur la synagogue de la ville. En septembre 2018, à l'initiative de particuliers, une nouvelle plaque, rappelant la persécution des Juifs à Schaffhouse au Moyen Âge, est dévoilée dans la cour intérieure du Neustadt 39.